# Suszeptibilität für Mykobakteriosen durch kompletten IL12RB1-Defekt
Die Suszeptibilität für Mykobakteriosen durch kompletten IL12RB1-Defekt ist eine sehr seltene angeborene Mendelsche Anfälligkeit für Erkrankungen durch Mykobakterien durch kompletten Defekt der Beta-1-Untereinheit des Interleukin-12-Rezeptors (IL12RB1). Es handelt sich um eine Form der Autosomal-rezessiven Suszeptibilität für Mykobakteriosen durch kompletten Defekt mit Krankheitsbeginn bereits in den ersten Lebensjahren und milden Infektionen durch Bazillus Calmette-Guérin (BCG) und Salmonellen.
Synonyme sind: MSMD durch kompletten IL12RB1-Defekt; Mendelsche Anfälligkeit für Krankheiten durch Mykobakterien bei vollständigem Interleukin 12-Rezeptor beta 1-Mangel
Die Erstbeschreibung stammt aus dem Jahre 2003 durch die französischen Ärzte Claire Fieschi, Stéphanie Dupuis, Emilie Catherinot und Mitarbeiter.

## Verbreitung
Die Häufigkeit ist nicht bekannt, bislang wurde über mehr als 140 Betroffene berichtet, die Vererbung erfolgt autosomal-rezessiv.

## Ursache
Der Erkrankung liegen  Mutationen im IL12RB1-Gen auf Chromosom 19 Genort p13.1 zugrunde, welches für IL-12R-Beta1-Kette kodiert.

## Klinische Erscheinungen
Klinische Kriterien sind:
- Krankheitsbeginn meist vor dem 12. Lebensjahr
- häufigste Infektion ist Bazillus Calmette-Guérin (BCG), meist nach Impfung
- in über 50 % Nicht-typhöse Salmonellen-Infektionen
- schwere Tuberkulose durch Mycobacterium tuberculosis (monogenetische Prädisposition)
- häufig auch völlig symptomfrei

Vereinzelt Soor, Leishmaniose und Infektion mit Klebsiella.

## Diagnose
Die medizinische Labordiagnostik ergibt im ELISA nach Vollblut-Aktivierung nur geringe IFN-gamma-Werte. Die genetische Ursache kann durch humangenetische Untersuchung gesichert werden. Die Entwicklung von TH17-Zellen ist gestört.

## Differentialdiagnostik
Abzugrenzen sind die anderen Formen der Mendelschen Anfälligkeit für Erkrankungen durch Mykobakterien, besonders die Suszeptibilität für Mykobakteriosen durch kompletten IL12B-Defekt.

## Therapie
Eine  BCG-Impfung ist zu vermeiden. Die Behandlung besteht zur Infektkontrolle in Gabe von Interferon-γ und verlängerter Gabe von Antibiotika. Liegen umschriebene Läsionen der Milz oder des Mesenterium vor, kann eine operative Entfernung erfolgen.